# Bożena Skołud
Bożena Maria Skołud (ur. 1962) – polska inżynierka mechaniki, prorektorka Politechniki Śląskiej.

## Życiorys
Ukończyła studia w zakresie mechaniki i budowy maszyn na Politechnice Śląskiej (1986). Tamże w 1995 otrzymała stopień doktor nauk technicznych w zakresie budowy i eksploatacji maszyn na podstawie napisanej pod kierunkiem Ryszarda Knosali dysertacji Opracowanie systemu sterowania przepływem narzędzi w zrobotyzowanym gnieździe produkcyjnym. W 2000 habilitowała się na PŚ w dziedzinie nauk technicznych, dyscyplina budowa i eksploatacja maszyn, specjalność organizacja produkcji, przedstawiwszy dzieło Planowanie wieloasortymentowej produkcji rytmicznej. W 2008 otrzymała tytuł profesora nauk technicznych.
W 1990 została pracowniczką naukową Politechniki Śląskiej; wykłada w Katedrze Automatyzacji Procesów Technologicznych i Zintegrowanych Systemów Wytwarzania Wydział Mechaniczny Technologiczny. Pełniła między innymi funkcje: dyrektorki Szkoły Doktorów Politechniki Śląskiej, prodziekanki ds. nauki na Wydziale Mechanicznym Technologicznym oraz prorektorki PŚ do spraw ogólnych w kadencji 2024–2028.
Specjalizuje się w: inżynierii produkcji, organizacji systemów produkcyjnych i zarządzania nimi, optymalizacji produkcji, harmonogramowania, planowania wieloasortymentowej produkcji rytmicznej, planowanie produkcji w nieheterogenicznych systemach produkcyjnych, modelowania systemów dyskretnych, balansowania i sekwencjonowania linii montażowych.
Wśród wypromowanych przez nią doktorów znaleźli się: Damian Krenczyk, Iwona Paprocka, Anna Dobrzańska-Danikiewicz.
Członkini: Komitetu Inżynierii Produkcji Polskiej Akademii Nauk, Polskiej Komisji Akredytacyjnej (od 2019), Polskiego Towarzystwa Zarządzania Produkcją.

## Odznaczenia
- Złoty Krzyż Zasługi „za zasługi w działalności na rzecz rozwoju nauki” (2016)[6]
- Srebrny Medal za Długoletnią Służbę[5]
- Medal Komisji Edukacji Narodowej[5]